# 弗拉格斯塔夫冰川
弗拉格斯塔夫冰川（英語：Flagstaff Glacier），是南極洲的冰川，位於南設得蘭群島的喬治王島，處於凱勒半島，該冰川在1958年左右命名，現時由南極條約體系管理。